# Суншань
Сунша́нь, гора Сун (嵩山; Sōng Shān) пров. Хэнань (Чжэнчжоу, Дэнфэн 登封 Dēngfēng) — одна из пяти священных гор в китайском даосизме, однако известна прежде всего как местонахождение монастыря Шаолинь и колыбель чань-буддизма.

## География
Суншань находится в уезде Дэнфэн провинции Хэнань Китая, на южном берегу Хуанхэ. Суншань составляют несколько пиков, возвышающихся на высоту до 1500 метров над уровнем моря.

## Культурное значение
Восемь памятников у подножия горы Суншань, включая древнюю астрономическую обсерваторию, классифицированы ЮНЕСКО как единый памятник Всемирного наследия человечества.
Вблизи от Суншань находится археологическая зона Эрлитоу: т.о. эта гора предположительно является наиболее древней из почитаемых горных вершин в традиционной китайской культуре. Во времена дин. Цинь (227—206 до н. э.) на ней был основан даосский монастырь Чжунъюэ («Храм Серединной Вершины» 中岳庙). Неподалёку от горы находится Лоян, «столица девяти династий».
Помимо Шаолиня на горе расположены монастыри Фаван 法王寺 Fǎwáng Sì, Сунъюй 嵩岳寺 (вместе со знаменитой пагодой, выстроенной в 523) и др., а также крупный геологический парк.
На Суншань располагается Сунъян 嵩阳书院 — одна из «Четырех великих академий» (四大书院) древнего Китая, переименованная в 1035 (дин. Сун) из одноимённого монастыря (осн. 484 н. э.). Она подверглась разрушению при Мин и была заново отстроена в цинскую эпоху.